# Антоненко, Никита Григорьевич
Ники́та Григо́рьевич Антоне́нко (1881, с. Орловка, Ставропольская губерния — 6 [19] марта 1906, остров Березань) — член революционного судового комитета на мятежном крейсере «Очаков».

## Биография
Работал на Путиловском заводе в Петербурге; в мае 1901 года участвовал в столкновениях с полицией в стачке Обуховского завода.
С октября 1901 года служил на флоте комендором крейсера «Очаков». Вступил в военную организацию РСДРП. Под руководством председателя ревкома А. И. Гладкова вместе с С. П. Частником вёл агитационную работу среди матросов, призывая к вооружённой борьбе с самодержавием. В ноябре 1905 года стал одним из руководителей восстания на крейсере: избран в состав судового комитета, назначен начальником артиллерии крейсера. После расстрела крейсера покинул его одним из последних. Вместе с другими участниками восстания содержался в трюме «Ростислава», затем — в крепости Очаков.
В феврале 1906 года судом приговорён к расстрелу. Казнён 6 (19) марта 1906 вместе с лейтенантом Шмидтом, машинистом А. И. Гладковым и старшим баталером С. П. Частником.
В мае 1917 года останки расстрелянных были похоронены в склепе Владимирского собора (по другим данным — Покровского собора) в Севастополе; 15 ноября 1923 перезахоронены на коммунистической площадке севастопольского кладбища.

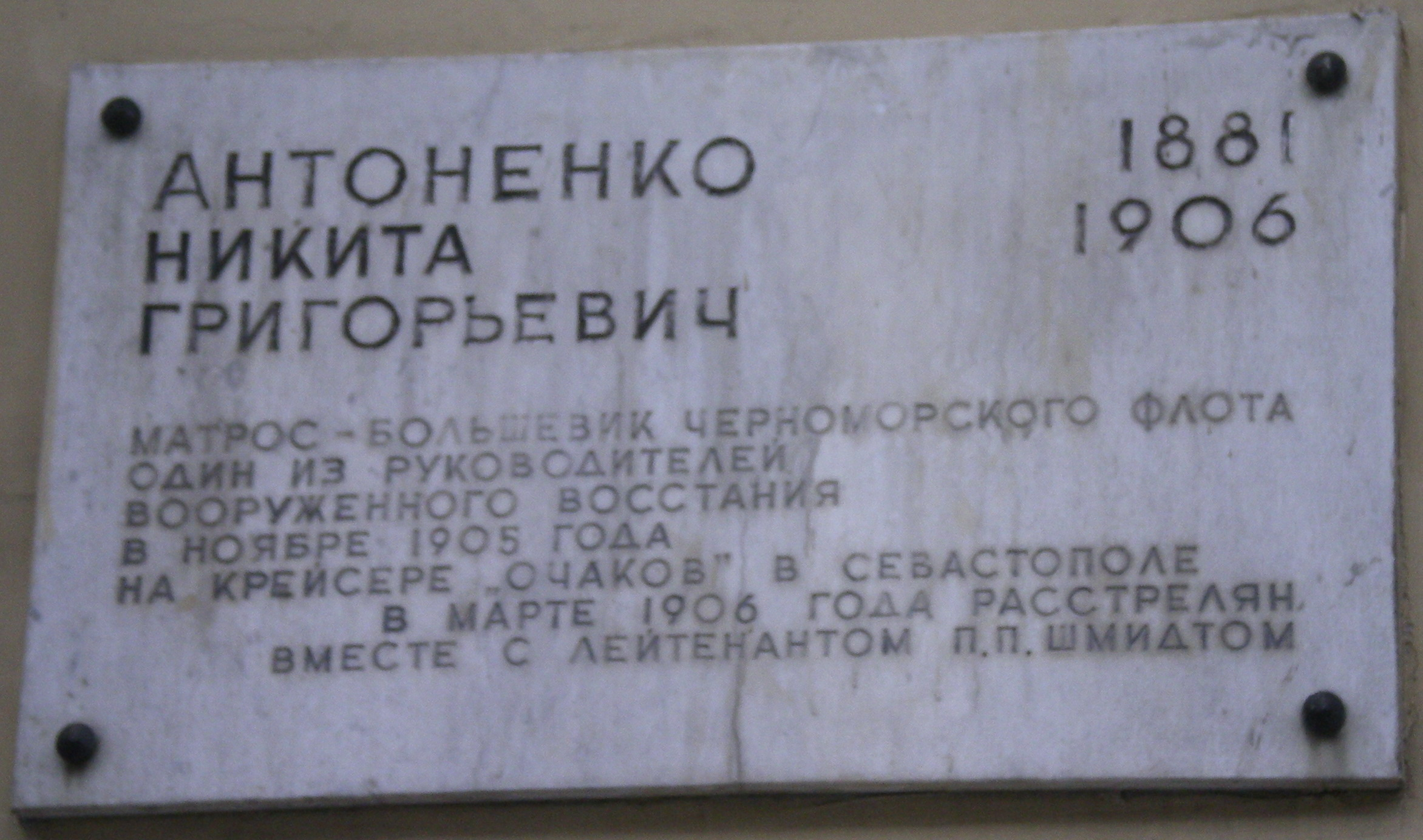
Табличка на доме № 8 в переулке Антоненко

## Память
31 января 1926 года пленумом Севастопольского городского Совета рабочих, крестьянских, красноармейских и военно-морских депутатов избран бессменно почётным членом городского Совета.
Именем Н. Г. Антоненко названы переулок в Санкт-Петербурге (с 23 июля 1939), улицы в Севастополе (с января 1936) и в селе Прасковея.